# اتو ریهاگل
اتو ریهاگل (به آلمانی: Otto Rehhagel) (زادهٔ ۹ اوت ۱۹۳۸ در اسن) بازیکن سابق و مربی فوتبال اهل آلمان است.

## دوران بازیکنی

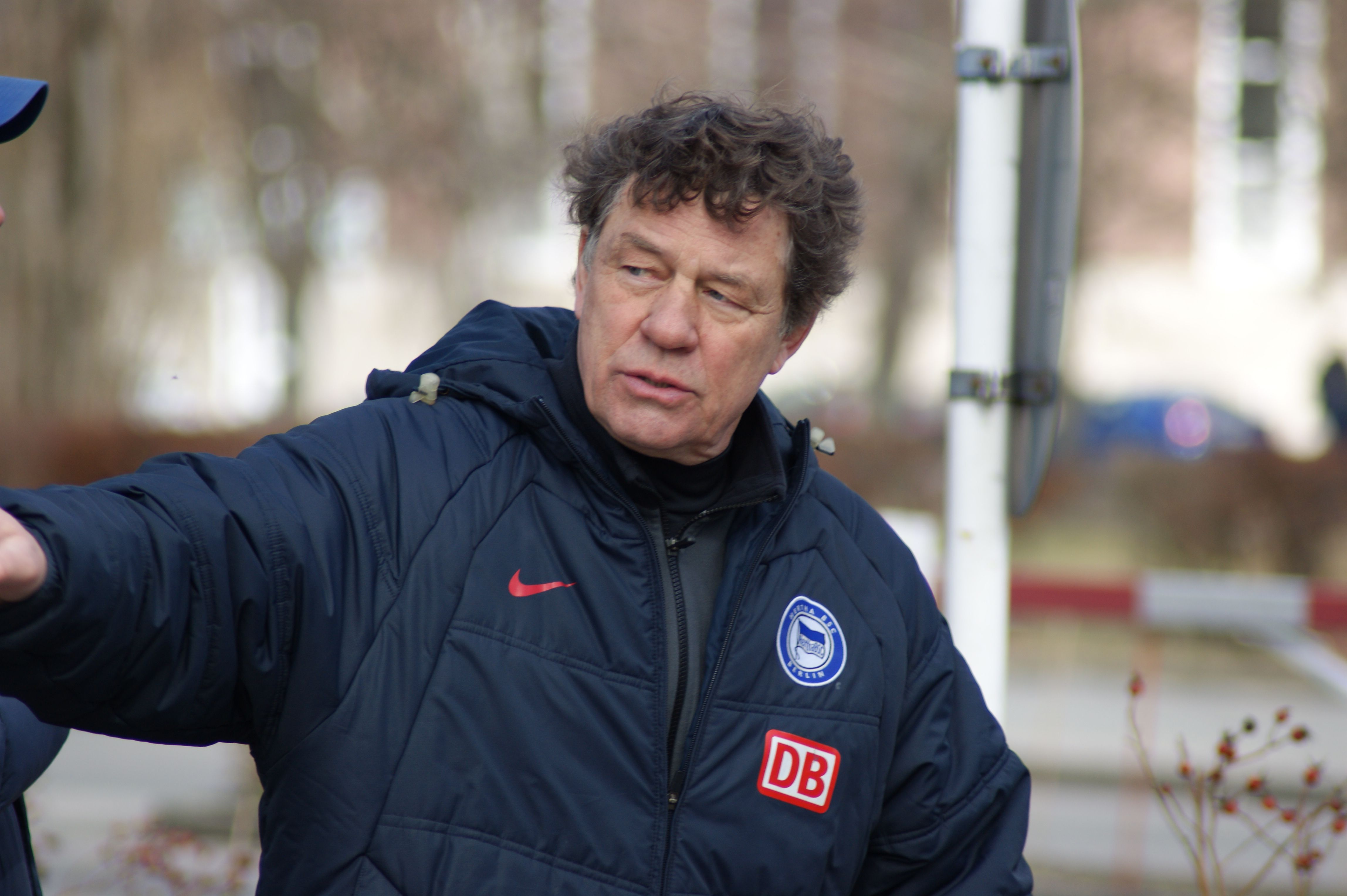
اتو ریهال

وی در زمان جوانی وقتی به عنوان بازیکن وارد زمین فوتبال می‌شد در پست دفاع بازی می‌کرد. ریهاگل فوتبال را در شهر زادگاه خود و با تیم‌های پایه و بزرگسالان شهر خود آغاز کرد.
او در سال ۱۹۶۳ به تیم هرتابرلین پیوست و دو فصل برای این تیم بازی کرد و پس از بازی‌های درخشان به تیم قدرتمند کایزرسلاوترن رفت. ریهاگل در تیم کایزرسلاوترن ۱۴۸ بار به میدان رفت و ۱۶ گل به ثمر رساند و به مدت هفت سال تا سال ۱۹۷۲ در این باشگاه توپ زد.

## دوران مربیگری
وی پس از خداحافظی از بازی فوتبال به مربی‌گری علاقه‌مند شد و آن را با تیم‌های پایه و آماتور شروع کرد.
اتو ریهاگل در سال ۱۹۷۶ به تیم بروسیا دورتموند نقل مکان کرد و در همان سال از این تیم جدا شد. وی پس از آن در سال ۱۹۷۸ به باشگاه آرمینیا بیله‌فلد پیوست و بعد از یک سال با فورتونا دوسلدورف به توافق برای مربی‌گری این تیم رسید و یک سال هم در این تیم حضور داشت.
ریهاگل پس از به دست آوردن نتایج خوب، در سال ۱۹۸۱ مربی‌گری تیم وردر برمن را بر عهده گرفت و چندین سال مربی این تیم نیز بود. در سال ۱۹۹۵ با تیم بایرن مونیخ قرارداد یک ساله بست و بعد از آن به تیم سابق خود کایزرسلاوترن رفت و تا سال ۲۰۰۱ با این تیم کار کرد.
در سال ۲۰۰۱ فدراسیون فوتبال کشور یونان اتو ریهاگل را به خدمت گرفت و او توانست تیم ملی یونان را در مسابقات جام ملت‌های اروپا ۲۰۰۴ به مقام قهرمانی برساند و شگفتی‌ساز شود. او نخستین و تنها مربی خارجی و غیر وطنی است که توانسته تیمی را قهرمان مسابقات جام ملت‌های اروپا کند. ریهاگل همچنین توانست تیم ملی یونان را به مسابقات جام جهانی ۲۰۱۰ آفریقای جنوبی برساند تا این تیم برای دومین بار و پس از ۱۶ سال در این جام حضور داشته باشد. وی در جام جهانی ٬۲۰۱۰ با ۷۱ سال و ۳۱۷ روز سن (۷۱ سال و ۱۰ ماه و ۱۳ روز)٬ به رکورد مسن‌ترین مربی تاریخ مسابقات جام جهانی نیز رسید. پس از مسابقات جام جهانی ٬۲۰۱۰ ریهاگل پس از حدود ۹ سال از تیم ملی یونان جدا شد.
او در سال ۲۰۱۲ مدتی کوتاه نیز سرمربی تیم فوتبال هرتابرلین بود.

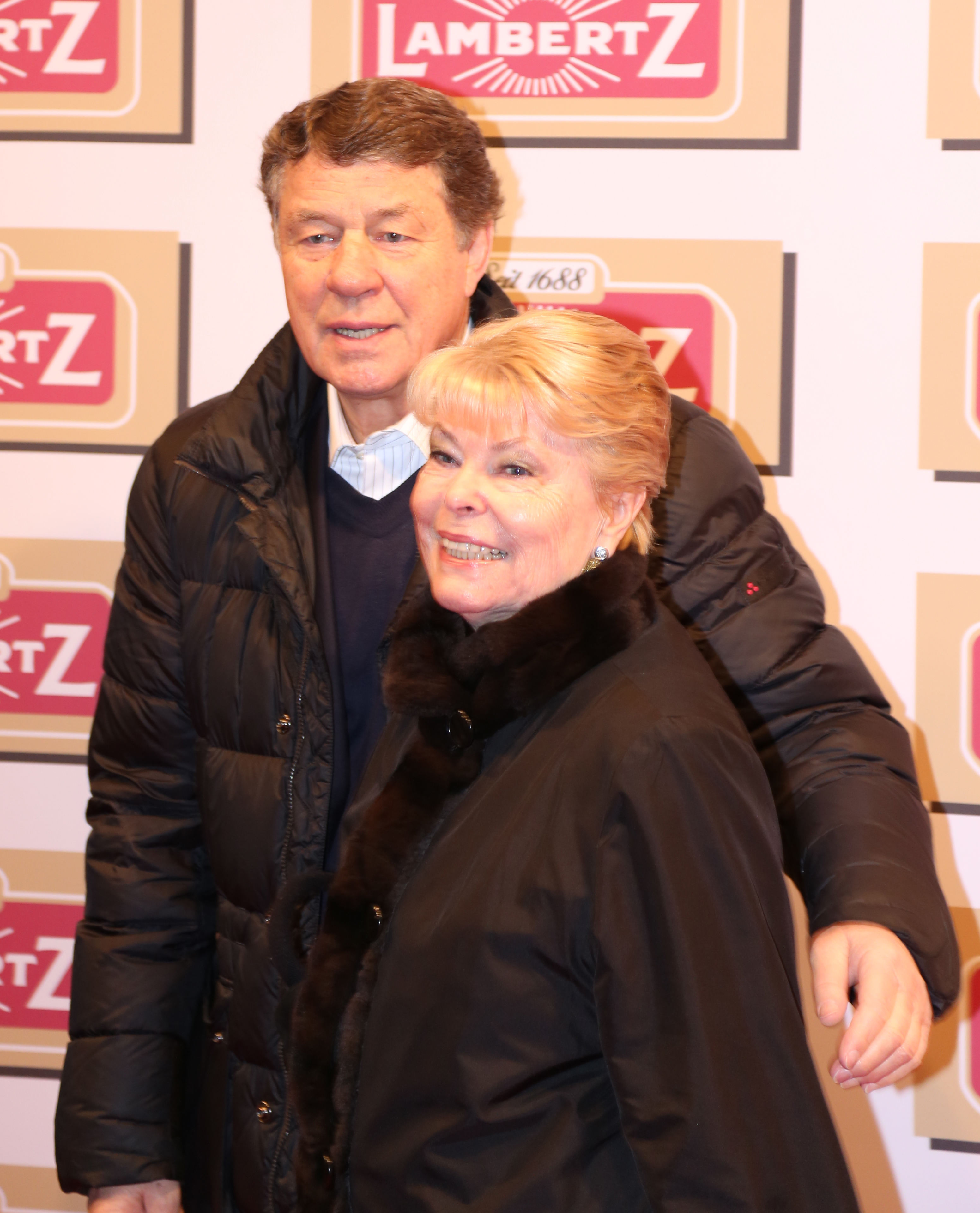
اتو با همسرش بیت در سال ۲۰۱۷

## زندگی شخصی
ریهاگل از سال ۱۹۶۳ با بیت ریهاگل از استیل، اسن ازدواج کرده است. آنها دارای یک فرزند به نام ینس ریهاگل هستند که در سطح نیمه حرفه ای فوتبال بازی کرده است.
ریهاگل دوست دارد خود را Kind der Bundesliga ("فرزند بوندسلیگا") بخواند، زیرا در نخستین بازی بوندسلیگا بازی کرد و دوران باشگاهی خود را با ۹ تیم گذراند. در یونان، او را گهگاه پادشاه اتو (βασιλιάς Όθων) می نامند، کنایه به اتو پادشاه یونان از باواریا، مردم به او لقب هرکول، پسر زئوس داده اند. ریهاگل شهروند افتخاری آتن است.

## آمار کلی
| تیم              | آغاز          | پایان         | نتایج | نتایج | نتایج | نتایج | نتایج | نتایج |
| تیم              | آغاز          | پایان         | بازی  | برد   | تساوی | باخت  | برد%  | م     |
| ---------------- | ------------- | ------------- | ----- | ----- | ----- | ----- | ----- | ----- |
| زاربروکن         | ۱ جولای ۱۹۷۲  | ۳۰ ژوئن ۱۹۷۳  | ۳۰    | ۷     | ۱۰    | ۱۳    | ۲۳.۳۳ |       |
| کیکرز اوفنباخ    | ۲ آوریل ۱۹۷۴  | ۹ دسامبر ۱۹۷۵ | ۶۰    | ۲۳    | ۱۰    | ۲۷    | ۳۸.۳۳ |       |
| وردر برمن        | ۲۹ فوریه ۱۹۷۶ | ۳۰ ژوئه ۱۹۷۶  | ۱۳    | ۴     | ۵     | ۴     | ۳۰.۷۷ | [ ۵ ] |
| دورتموند         | ۱ جولای ۱۹۷۶  | ۳۰ آوریل ۱۹۷۸ | ۷۴    | ۲۹    | ۱۶    | ۲۹    | ۳۹.۱۹ | [ ۶ ] |
| آرمینیا بیله‌فلد  | ۱۰ اکتبر ۱۹۷۸ | ۱۱ اکتبر ۱۹۷۹ | ۳۷    | ۱۵    | ۹     | ۱۳    | ۴۰.۵۴ |       |
| فورتونا دوسلدورف | ۱۲ اکتبر ۱۹۷۹ | ۵ دسامبر ۱۹۸۰ | ۵۳    | ۲۶    | ۹     | ۱۸    | ۴۹.۰۶ |       |
| وردر برمن        | ۲ آوریل ۱۹۸۱  | ۳۰ ژوئن ۱۹۹۵  | ۶۰۹   | ۳۲۲   | ۱۵۶   | ۱۳۱   | ۵۲.۸۷ | [ ۵ ] |
| بایرن مونیخ      | ۱ جولای ۱۹۹۵  | ۲۷ آوریل ۱۹۹۶ | ۴۲    | ۲۷    | ۵     | ۱۰    | ۶۴.۲۹ | [ ۷ ] |
| کایزرسلاوترن     | ۲۰ جولای ۱۹۹۶ | ۱ اکتبر ۲۰۰۰  | ۱۷۴   | ۸۷    | ۳۸    | ۴۹    | ۵۰    |       |
| یونان            | ۹ اوت ۲۰۰۱    | ۰ ژوئن ۲۰۱۰   | ۱۰۶   | ۵۲    | ۲۲    | ۳۲    | ۴۹.۰۶ |       |
| هرتابرلین        | ۱۹ فوریه ۲۰۱۲ | ۳۰ ژوئن ۲۰۱۲  | ۱۴    | ۳     | ۳     | ۸     | ۲۱.۴۳ | [ ۸ ] |
| مجموع            | مجموع         | مجموع         | ۱.۲۲۵ | ۶۰۶   | ۲۷۸   | ۳۴۱   | ۴۹.۴۷ |       |

## افتخارات

### به عنوان سرمربی

#### وردر برمن
جام برندگان جام اروپا: ۹۲ـ۱۹۹۱
 جام حذفی آلمان: ۹۱-۱۹۹۰
 سوپر جام آلمان: ۱۹۸۸،۱۹۹۳،۱۹۹۴
 بوندس‌لیگا: ۸۸-۱۹۸۷، ۹۳-۱۹۹۲

### کایزرسلاوترن
بوندس‌لیگا: ۱۹۹۷-۹۸
 بوندس‌لیگا ۲:۱۹۹۶-۹۷

### یونان
جام ملت‌های اروپا: ۲۰۰۴

### فردی
- نشان ققنوس یونان: ۲۰۰۵
- جوایز جهانی ورزش لوریوس با تیم ملی فوتبال یونان: (۲۰۰۵)
- "مربی سال یونان" (۲۰۰۷، ۲۰۰۴)، نخستین خارجی برنده این جایزه

## یادکرد ویکی‌پدیا
- مشارکت‌کنندگان ویکی‌پدیا. «Otto Rehhagel». در دانشنامهٔ ویکی‌پدیای انگلیسی، بازبینی‌شده در ۶ دسامبر ۲۰۲۴.